# اینگوستراخ
اینگوستراخ (انگلیسی: Ingosstrakh) شرکت بیمه روس است، که در سال ۱۹۴۷ تأسیس شد.